# Heterogonie

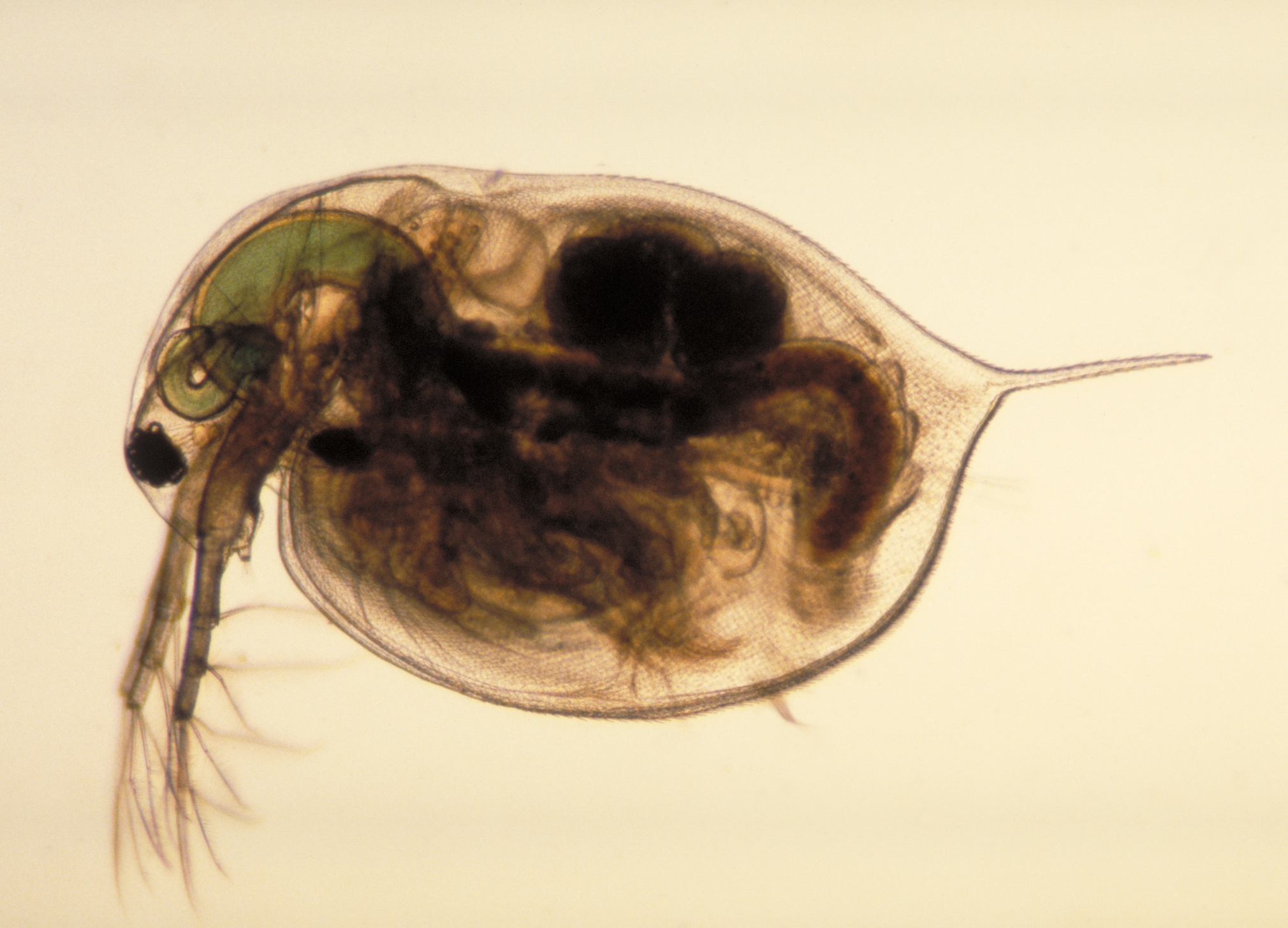
Perloočky, příklad skupiny, u níž se vyskytuje heterogonie

Heterogonie je druh rozmnožování (resp. životního cyklu), při kterém se střídá partenogeneze a pohlavní rozmnožování. Probíhá například u perlooček (Cladocera) a některých mšic.